# Mathias Brugman

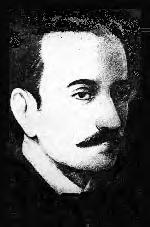
Mathias Brugman

Mathias Brugman (auch Mathias Bruckman; * 3. Januar 1811 in New Orleans, Louisiana, USA; † 30. September 1868 in Yauco, Puerto Rico) war einer der Anführer beim Aufstand Grito de Lares für die Unabhängigkeit Puerto Ricos.

## Leben
Als Sohn des aus einer niederländischen Familie stammenden Pierre Brugman aus Curaçao und der Puerto-Ricanerin Isabel Duliebre wurde er in New Orleans geboren, wo er auch seine Ausbildung absolvierte.
Später zog Brugman mit seiner Familie nach Mayagüez in Puerto Rico, wo er Ana Maria Lalorde heiratete. Mit einem colmado (Lebensmittelladen) hatte er relativ großen Erfolg, aber er verlor einen wesentlichen Teil seines Vermögens beim Versuch, Kaffee anzubauen.
Wie vielen anderen Bewohnern der Insel widerstrebten ihm die politische Ungerechtigkeit, die von den Spaniern ausging. Deshalb setzte er sich für die Unabhängigkeitsbewegung ein und bewunderte Ramón Emeterio Betances und Segundo Ruiz Belvis.
In seinem calmado trafen sich die Menschen, über Politik zu diskutieren. Brugman lernte Manuel Rojas und dessen Bruder Miguel kennen und schloss sich der verschwörerischen Revolte gegen die Spanier an. Zusammen mit anderen Patrioten gründeten sie mehrere Zellen eines Revolutionskomitees in den Städten der Westküste. Die erste Einrichtung dieser Art war die von Mathias Brugman in Mayagüez, der seinen Laden als Hauptquartier und den Codenamen „Capa Pietro“ benutzte, während Manuel Rojas in Lares das „Centro Bravo“ gründete.
Am 23. September 1868 begann die Revolution mit der Einnahme von Lares beim Grito de Lares. Die Revolutionäre erklärten die Insel zur freien „Republik Puerto Rico“, aber die vorgewarnten Spanier besiegten die kleine Armee der Befreier schnell.
Mathias Brugman flüchtete zusammen mit Baldomero Baurer in ein Versteck, während andere Rebellen getötet oder – wie Manuel Rojas und Mariana Bracetti – verhaftet wurden. Am 30. September 1868 verriet der Farmarbeiter Francisco Qiñones, der auf der Asuncion Plantation arbeitete, Brugman und Baurer und führte die Spanier zu ihrem Versteck. Die beiden Rebellen leisteten Widerstand und wurden hingerichtet.